# すぎはらけいたろう
すぎはら けいたろう（1980年 - ）は、日本の絵本作家、グラフィックデザイナー。

## 略歴
愛知県名古屋市出身。名古屋造形芸術短期大学卒業。

## 絵本
- 『とびだすえほん　もっともっとたべるのだあれ？』（東京書店、2023年10月）ISBN 9784885744686
- 『とびだすえほん　もっとたべるのだあれ？』（東京書店、2022年5月）ISBN 9784885744587
- 『トトのかんぱい』（タカハシペチカ 文、至光社、2021年7月）ISBN 9784783403296
- 『とびだすえほん　たべるのだあれ？』（東京書店、2020年5月）ISBN 9784885744860
- 『ピーターとおおかみ』（ロバの音楽座、2019年5月）
- 『パタンパ！』（ひらいけんいち 文、永岡書店、2018年12月）ISBN 9784522436264
- 『あれあれなんだろな？』（自由国民社、2010年6月）ISBN 9784426805401

## 主要作品
- 幕張ベイパークメディカルセンター　モザイクタイル壁画
- 青木産婦人科医院　待合スペース壁画
- 重症児・者　福祉医療施設ソレイユ川崎＆それいゆ保育園　アートディレクション
- 医療法人清慈会 鈴木病院　小児科待合スペース壁画
- GLAY ACOUSTIC MILLION DOLLER NIGHT
- シンガーソングライター伊藤真澄『Wonder Wonderful』
- 大建工業 2011年カレンダー

## 受賞歴
- 2021年 グッドデザイン賞／A' Design Award 金賞／Indigo Design Award 金賞
- 2018年 キッズデザイン賞
- 2009年 イタリア・ボローニャ国際絵本原画展 入選